# Iván Helguera
Iván Helguera Bujía (ur. 28 marca 1975 w Santanderze) – hiszpański piłkarz, grający na pozycji pomocnika i obrońcy, były reprezentant Hiszpanii.

## Sukcesy
- Puchar Interkontynentalny: 2002
- Puchar Mistrzów: 2000, 2002
- Superpuchar Europy: 2002
- Mistrzostwo Hiszpanii: 2001, 2003, 2007
- Superpuchar Hiszpanii: 2001, 2003

## Życiorys
Iván Helguera urodził się 28 marca 1975 roku w Santander. Początkowo występował w klubach niższych lig hiszpańskich (CD Revilla, CD Manchego, Albacente Balompie). Sezon 1997/1998 spędził w klubie włoskim AS Roma, ale pozostawał w rezerwie. W 1998 powrócił do Hiszpanii, grał w Espanyolu Barcelona; rok później przeszedł do Realu. Początkowo był w klubie defensywnym pomocnikiem, następnie został przesunięty do obrony. Sięgał w barwach Realu po trofea krajowe i międzynarodowe.
Jako reprezentant Hiszpanii uczestniczył w kilku wielkich imprezach; grał w finałach mistrzostw Europy w 2000 i 2004, a także mistrzostw świata w Korei i Japonii (2002).